# Igreja Matriz de Querença
A Igreja Matriz de Querença, igualmente conhecida como Igreja de Nossa Senhora da Assunção, é um monumento religioso na aldeia de Querença, no Município de Loulé, na região do Algarve, em Portugal. Apresenta uma arquitectura típica do século XVI, com elementos manuelinos e barrocos.

## Descrição

### Composição e fachadas
A igreja possui uma só nave, de planta longitudinal, com uma capela-mor de cobertura em abóbada, enquanto que a sacristia situa-se a Norte. Os vários corpos da igreja estão organizados de forma escalonada, com coberturas diferentes para os anexos, a capela-mor, a nave e a sacristia.
A fachada principal está virada para Oeste, sendo composta por dois panos, sendo o Sul dividido em dois registos, com o portal principal no inferior e um janelão no superior, sendo o conjunto rematado por um frontão curvo com cornija, com uma cruz de pedra sobre pedestal no topo. O portal, no estilo manuelino, tem uma moldura em calcário da região, material que era tradicionalmente nos elementos mais nobres dos edifícios, devido à sua delicadeza e qualidade, que permitia uma ornamentação muito detalhada. Com efeito, a moldura apresenta uma rica decoração, com cortina e um cordão espiralado que toma a aparência de dois colunelos, cujos capitais são ornados com cachos de uva, folhas de parra, rodeados por uma fileira de pinhas formando uma flor. No topo foram esculpidas cabeças, cachos de uvas e parras, sendo o conjunto encimado por cordas entrelaçadas. O janelão, no registo superior, tem uma moldura em cantaria de verga curva, com uma cornija. O pano Norte corresponde a uma torre sineira de planta quadrangular, que termina num arco canopial rematado por um pináculo, sendo o arco ladeado por outros quatro pináculos.
A fachada lateral Sul é formada por três corpos salientes, onde se situam os vários anexos da igreja, sendo rasgada por janelas e pelo portal secundário, que tem uma forma semelhante ao principal. A fachada Este, que corresponde à capela-mor, está rasgada apenas por uma fresta em capialço, com um túmulo à esquerda, sendo encimada por uma empena com uma cruz de ferro sobre pedestal no centro, e um pináculo em cada lado. O lado Norte da igreja também está organizado em vários volumes, cobertos de forma diferenciada por telhados de uma e duas águas.

### Interior
O interior é composto por uma só nave com cobertura em masseira, cujas paredes estão decoradas com lambris de azulejos em tons azuis e brancos. O retábulo-mor está revestido de talha dourada, enquanto que a tribuna e o trono estão decorados com pâmpano e colunas torsas. Destaca-se igualmente a pia baptismal, em cantaria, o coro alto em madeira, com uma balaustrada de forma achatada, sobre um pequena sala com abertura em abóbada, e os retábulos barrocos, com talha dourada setecentista.

## História
O edifício foi construído durante a primeira metade do Século XVI. Em 1871 foram feitas obras de reparação nos soalhos, e em 1878 a torre sineira ficou arruinada após ter sido atingida por um raio.
A Igreja Matriz de Querença faz parte da festa anual em honra de São Luís, popularmente conhecida como Festa das Chouriças, realizada em Janeiro, sendo o ponto final da procissão que se inicia na Igreja de Nossa Senhora do Pé da Cruz.